# 13. březen
13. březen je 72. den roku podle gregoriánského kalendáře (73. v přestupném roce). Do konce roku zbývá 293 dní. Svátek má Růžena.

## Události

### Česko
- 1454 – V Čechách byl obnoven zemský soud.
- 1855 – František Josef I. zrušil trestnici na brněnském hradě Špilberku.
- 1948 – V Praze se uskutečnil státní pohřeb ministra Jana Masaryka. Československá veřejnost jej využila jako příležitosti k vyjádření svého odporu vůči zřizovanému nedemokratickému režimu.
- 1954 – Světová premiéra baletu Sůl nad zlato v Divadle Oldřicha Stibora v Olomouci na hudbu Jana Hanuše.
- 2014 – Tomáš Halík byl vyznamenán Templetonovou cenou.

### Svět
- 0607 – 12. zaznamenané sledování průletu Halleyovy komety
- 1516 – V Budíně zemřel český král Vladislav Jagellonský a novým panovníkem se stal jeho desetiletý syn Ludvík.
- 1519 – Španělský dobyvatel Hernán Cortés přistál v Mexiku.
- 1639 – Harvardova univerzita byla pojmenována po knězi Johnu Harvardovi.
- 1781 – William Herschel objevil planetu Uran.
- 1918 – Skončila bitva u Bachmače.
- 1921 – Mongolsko vyhlásilo svoji nezávislost na Číně.
- 1930 – Americký astronom Clyde Tombaugh v Lowellově observatoři v Arizoně potvrdil pozorováním existenci již dříve předpokládané deváté planety sluneční soustavy – Pluta.
- 1940 – Skončila druhá bitva u Taipale.
- 1943 – Skončila bitva u Sokolova.
- 1945 – První den náletů na Drážďany
- 1954 – Jednotky Viet Minh zaútočily na Francouze v bitvě u Dien Bien Phu.
- 1988 – Byl otevřen podmořský tunel Seikan mezi japonskými ostrovy Honšú a Hokkaidó.
- 2013
  - V Chile v horské poušti Atacama v nadmořské výšce 5059 m byla uvedena do provozu Atakamská velká milimetrová anténní soustava, soustava 66 mobilních radioteleskopů pro průzkum vesmíru observatoří Chajnantor.
  - Římský biskup Jorge Mario Bergoglio, původem z Argentiny, byl zvolen 266. papežem a rozhodl se vystupovat jako papež František.

## Narození
Automatický abecedně řazený seznam viz Kategorie:Narození 13. března

### Česko

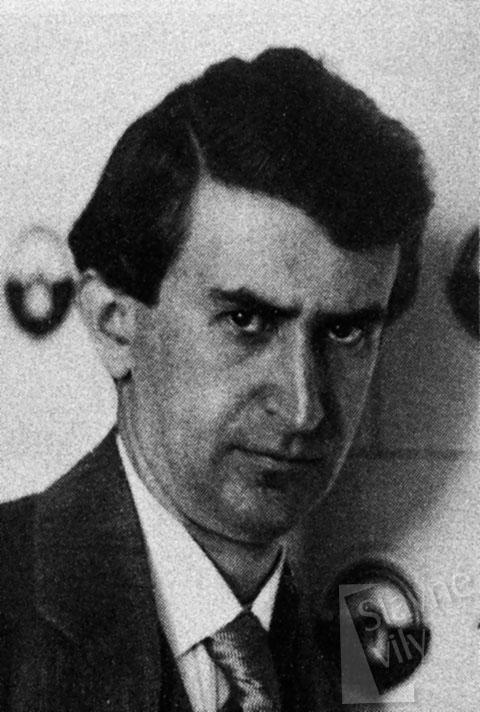
Josef Gočár (* 1880)

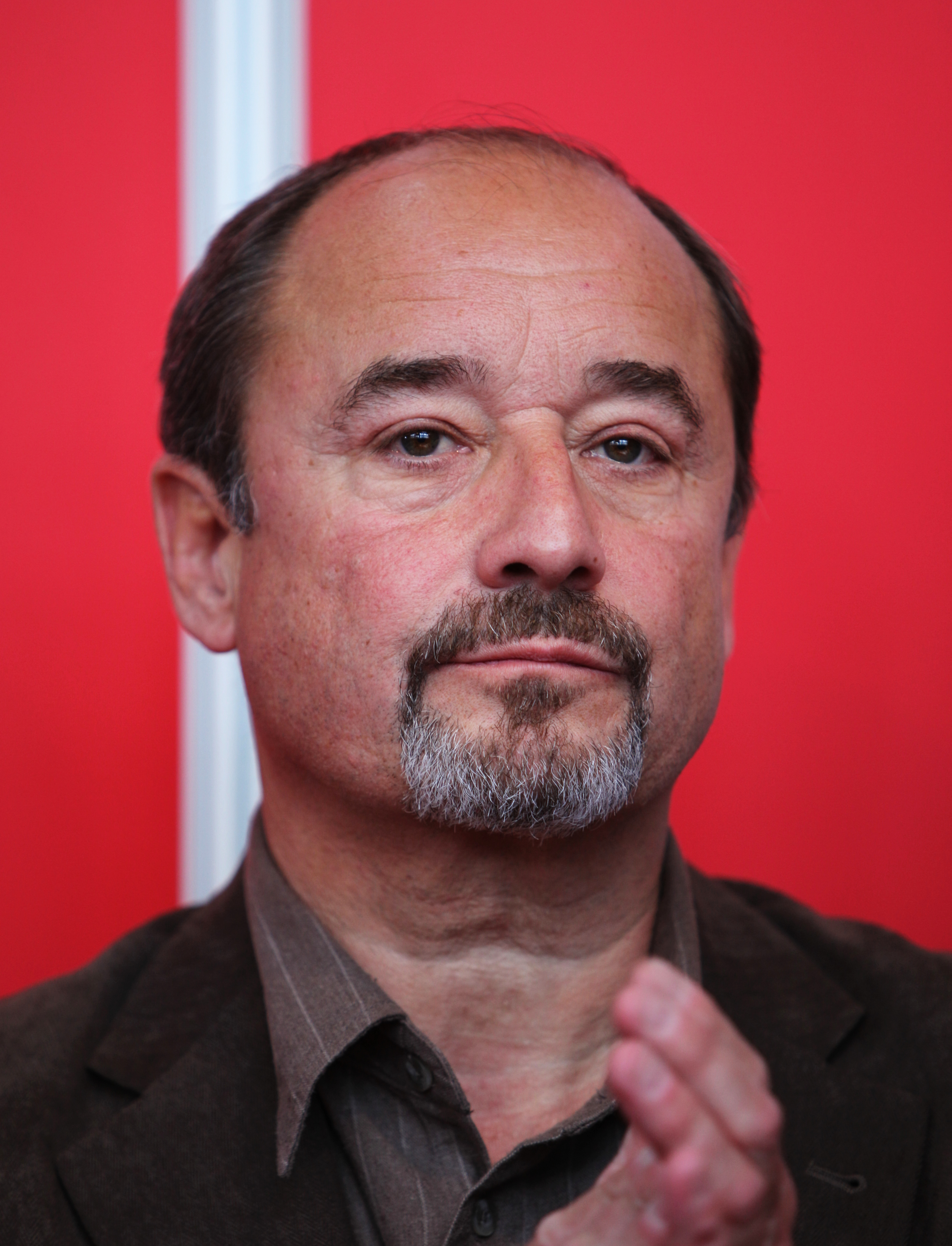
Viktor Preiss (* 1947)

- 1746 – Maurus Haberhauer, řádový skladatel a hudební pedagog († 18. února 1799)
- 1752 – Josef Rejcha, hudební skladatel a violoncellista († 5. března 1795)
- 1781 – Joseph Johann von Littrow, rakouský astronom († 30. listopadu 1840)
- 1824 – Josef Matyáš Trenkwald, česko-rakouský malíř († 28. července 1897)
- 1825 – Josef Baudiš, pedagog, matematik a fyzik († 7. listopadu 1898)
- 1853 – Josef Jeřábek, hudební skladatel a publicista († 30. června 1914)
- 1856 – Josef Ort, podvodník († 22. března 1902)
- 1871 – Elemír Vollay, československý politik († 21. května 1946)
- 1873 – Karel Bastl, hudební skladatel († 24. října 1918)
- 1880 – Josef Gočár, architekt, představitel kubismu († 10. září 1945)
- 1886 – Růžena Pelantová, sociální a politická pracovnice († 1959)
- 1890 – Josef Kubíček, malíř, sochař a řezbář († 29. listopadu 1972)
- 1891 – Gustav Skalský, historik, numismatik, ředitel Národního muzea († 20. září 1956)
- 1881 – Alois Kříž, československý politik († 13. března 1945)
- 1888 – Josef Loos, lední hokejista a funkcionář († 15. února 1955)
- 1895 – Ervín Maršák, legionář, důstojník československé armády († 6. prosince 1944)
- 1922 – Radislav Hošek, klasický filolog († 27. dubna 2005)
- 1923
  - Miroslav Sýkora, člen protikomunistického odboje († 1. srpna 1951)
  - Vladimír Lavický, malíř, grafik a básník († 19. prosince 1997)
- 1926
  - Hugo Engelhart, lékař a bývalý politický vězeň
  - Jaroslav Jirásek, ekonom
- 1928 – Olga Hejná, sochařka, ilustrátorka a spisovatelka († 24. května 2017)
- 1930 – Josef Rudolf Winkler, zoolog, entomolog († 19. února 1993)
- 1931 – Eduard Světlík, spisovatel a překladatel
- 1935 – Miriam Kantorková, zpěvačka, herečka a moderátorka
- 1945 – Simeona Hošková, historička umění, kurátorka, redaktorka a překladatelka († 17. května 2015)
- 1946 – Jaroslav Nešetřil, matematik a výtvarník
- 1947 – Viktor Preiss, herec
- 1952 – Eduard Janota, ekonom, ministr financí († 20. května 2011)
- 1959 – Zdeněk Jiran, architekt
- 1960 – František Laudát, politik
- 1971
  - Klára Dostálová, politička
  - Tomáš Matonoha, herec a moderátor
- 1996 – Štěpán Kozub, herec a komik
- 1997 – Kateřina Janatová, běžkyně na lyžích

### Svět

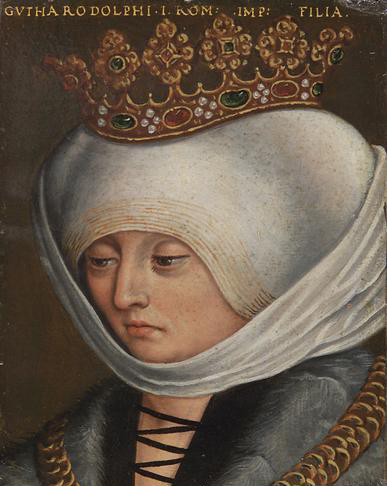
Guta Habsburská (* 1271)

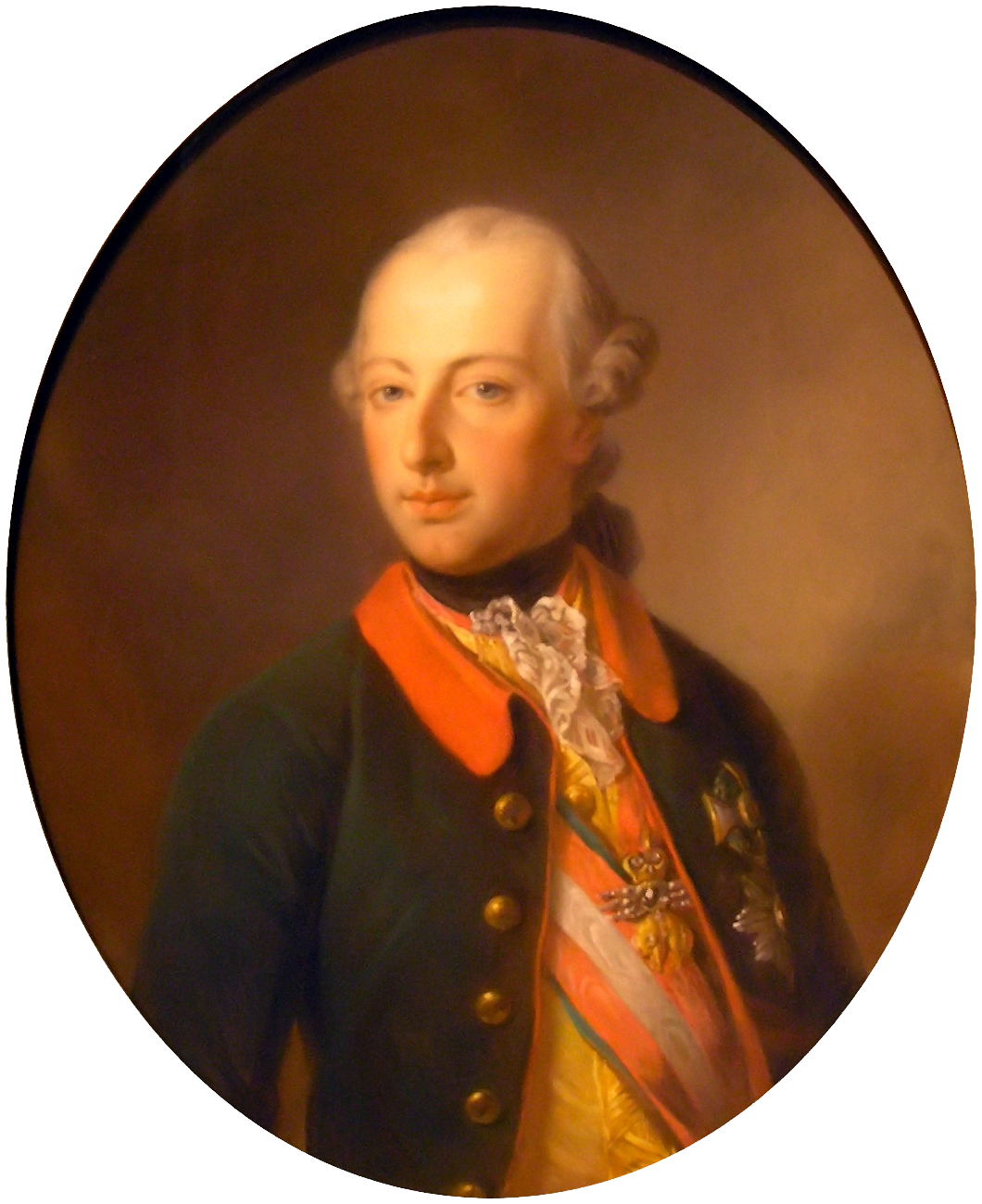
Josef II. (* 1741)

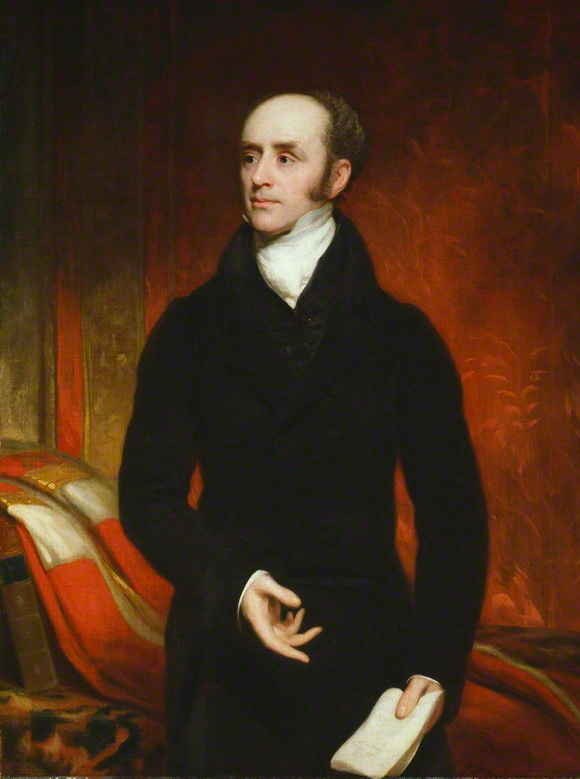
Charles Grey (* 1764)

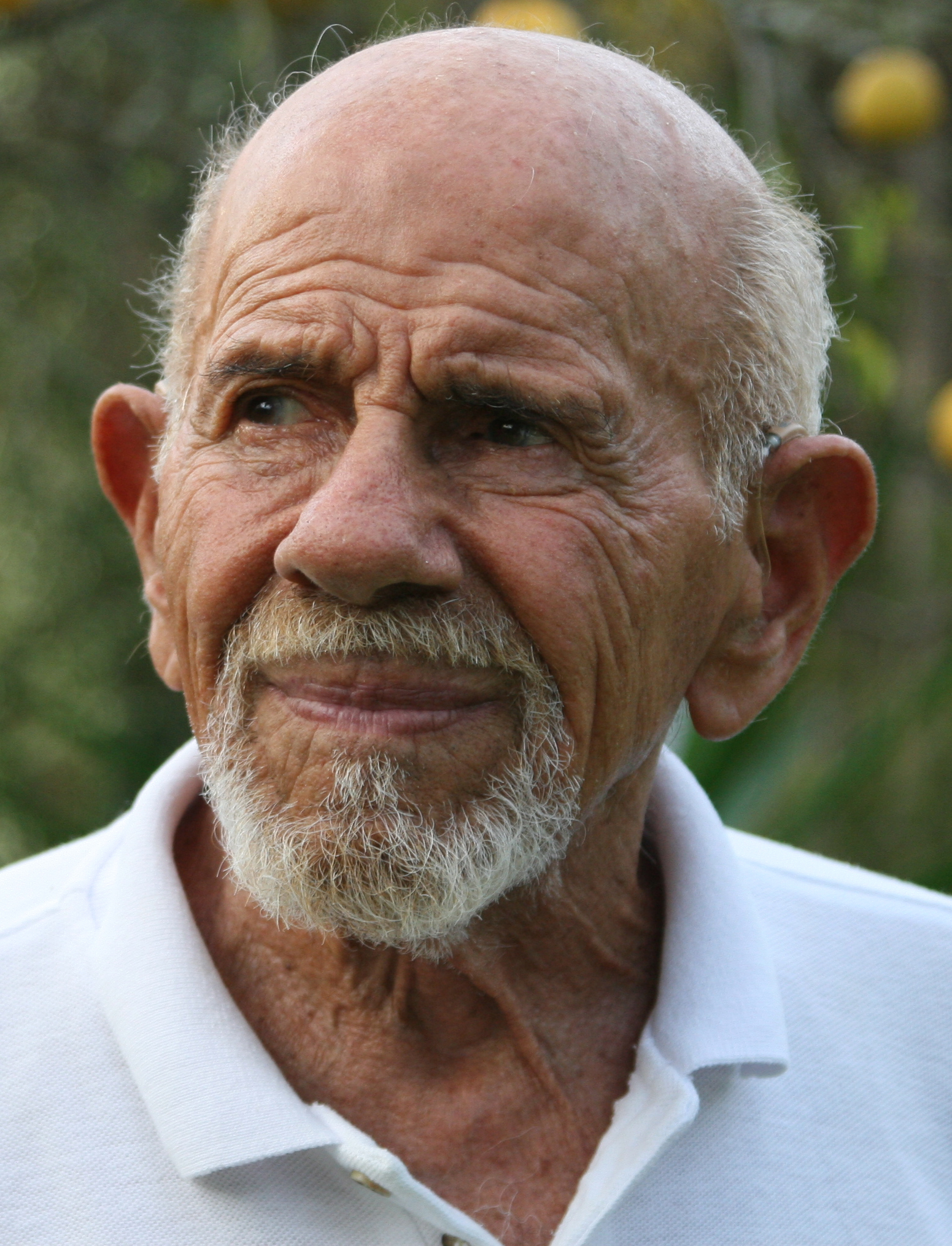
Jacque Fresco (* 1916)

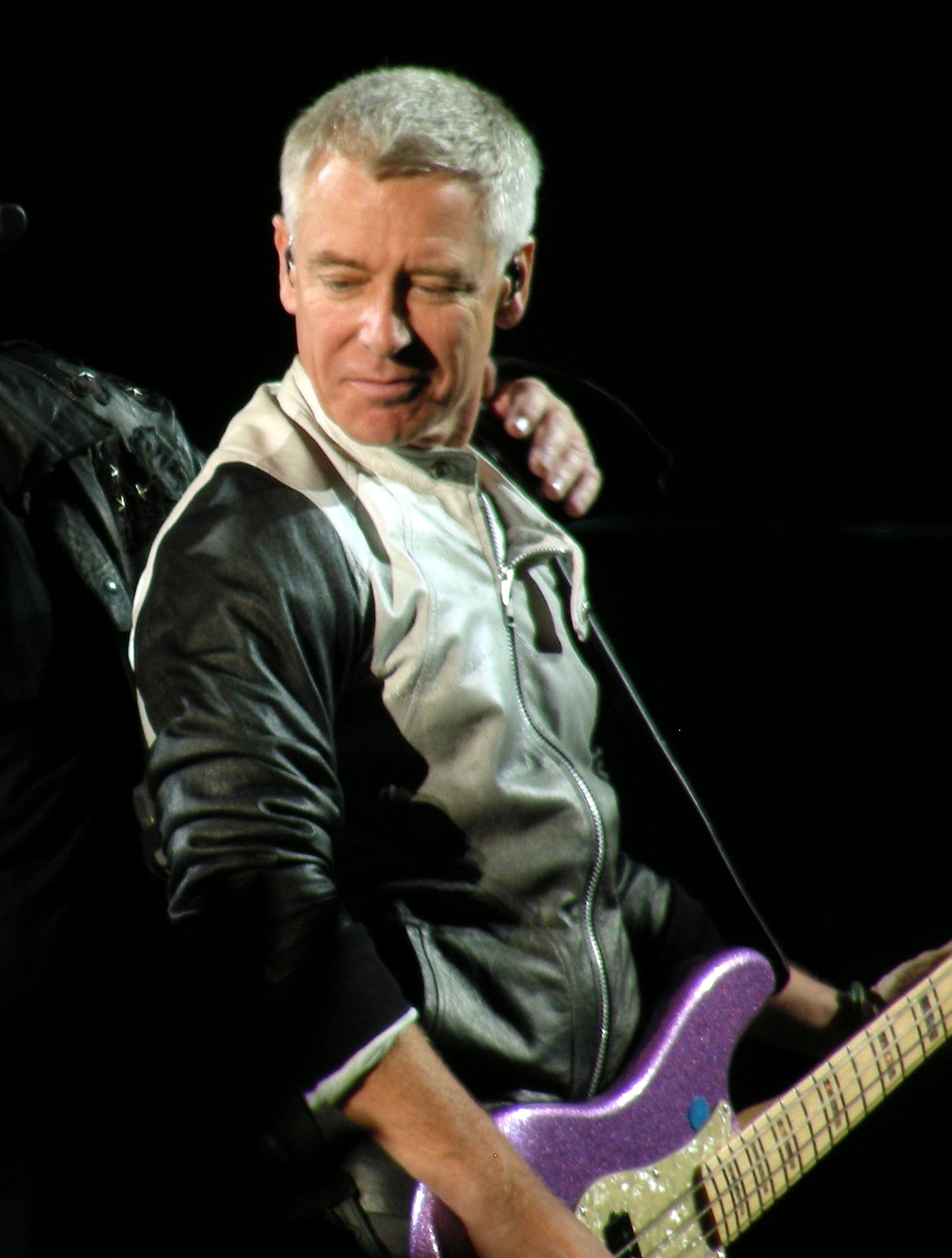
Adam Clayton (* 1960)

- 0963 – Anna Porfyrogennéta, manželka ruského knížete Vladimíra I. († 1011)
- 1265 – Eberhard I. Württemberský, hrabě württemberský († 5. června 1325)
- 1271 – Guta Habsburská, česká královna († 18. června 1297)
- 1593 – Georges de La Tour, francouzský barokní malíř († 30. ledna 1652)
- 1599 – Svatý Jan Berchmans, vlámský jezuita, patron mládeže († 13. srpna 1621)
- 1615 – Inocenc XII., papež († 27. září 1700)
- 1700 – Michel Blavet, francouzský flétnista a skladatel († 28. října 1768)
- 1717 – Jan Lukáš Kracker, rakouský malíř období baroka († 1779)
- 1733 – Joseph Priestley, anglický chemik, filozof, duchovní a pedagog († 8. února 1804)
- 1741 – Josef II., rakouský panovník († 20. února 1790)
- 1763 – Guillaume Marie Anne Brune, francouzský napoleonský maršál († 2. srpna 1815)
- 1764 – Charles Grey, britský státník († 17. července 1845)
- 1774 – Pierre Narcisse Guérin, francouzský malíř († 16. června 1833)
- 1781 – Karl Friedrich Schinkel, pruský architekt, malíř a scénograf († 9. října 1841)
- 1798 – Abigail Fillmoreová, manželka 13. prezidenta USA Millarda Fillmorea († 30. března 1853)
- 1824 – Josef Matyáš Trenkwald, česko-rakouský malíř († 28. července 1897)
- 1831 – Gustav Kraatz, německý entomolog († 2. listopadu 1909)
- 1833 – Christian Neuhaus, dánský fotograf († 21. března 1907)
- 1838 – Viktor Hübner, rakouský politik († 27. dubna 1903)
- 1842 – Karol Brančík, slovenský lékař a přírodovědec († 18. listopadu 1915)
- 1845 – Jan Niecisław Baudouin de Courtenay, polský jazykovědec a slavista († 3. listopadu 1929)
- 1850 – Attilio Hortis, rakouský historik a politik († 23. února 1926)
- 1852 – Oscar Blumenthal, německý spisovatel († 24. dubna 1917)
- 1855 – Percival Lowell, americký matematik, astronom a diplomat († 12. listopadu 1916)
- 1860 – Hugo Wolf, rakouský hudební skladatel († 22. února 1903)
- 1870 – John Isaac Briquet, švýcarský botanik († 26. října 1931)
- 1874 – Ellery Clark, americký atlet, olympijský vítěz († 17. února 1949)
- 1875 – Hugo Karl Tippmann, americký básník a novinář českého původu († 4. června 1942)
- 1879 – Karl Caspar, německý malíř († 21. září 1956)
- 1880 – Marius de Zayas, mexický výtvarník a spisovatel († 10. ledna 1961)
- 1883
  - Mehmed Spaho, bosenský politik, předseda první muslimské politické strany († 29. června 1939)
  - Enrico Toselli, italský klavírista a skladatel († 15. ledna 1926)
- 1886 – Arthur Russell, britský olympijský vítěz na 3000 metrů překážek († 23. srpna 1972)
- 1887 – Alexander Vandegrift, americký generál († 8. května 1973)
- 1888 – Anton Semjonovič Makarenko, ukrajinský a sovětský spisovatel a pedagog († 1. dubna 1939)
- 1891 – Felix Aderca, rumunský básník, spisovatel, překladatel a dramatik († 12. prosince 1962)
- 1899
  - Pančo Vladigerov, bulharský hudební skladatel a klavírista († 8. září 1978)
  - John Hasbrouck van Vleck, americký fyzik, Nobelova cena za fyziku 1977 († 27. října 1980)
- 1900 – Jorgos Seferis, řecký básník, Nobelova cena za literaturu 1963 († 20. září 1971)
- 1901 – Hanka Krawcec, lužickosrbská výtvarnice († 19. října 1990)
- 1905 – Anna Baugová, lotyšská spisovatelka († 16. ledna1991)
- 1911 – L. Ron Hubbard, americký spisovatel, zakladatel dianetiky a scientologie († 24. ledna 1986)
- 1913
  - Joe Kelly, irský automobilový závodník († 28. listopadu 1993)
  - Sergej Vladimirovič Michalkov, ruský dramatik, spisovatel a autor textu ruské hymny († 27. srpna 2009)
  - Paul Grice, britský filozof († 28. srpna 1988)
- 1916 – Jacque Fresco, americký multidisciplinární vědec († 1. května 2011)
- 1920 – Feocharij Kessidi, řecký historik filosofie († 23. prosince 2009)
- 1921 – Gitta Sereny, v Rakousku narozená britská novinářka a spisovatelka († 14. června 2012)
- 1925
  - Roy Haynes, americký jazzový bubeník
  - John Tate, americký matematik († 16. října 2019)
  - Gabriel Andrew Dirac, anglický matematik († 20. července 1984)
- 1926 – Hans Boesch, švýcarský spisovatel († 21. června 2003)
- 1929 – Jozef Režucha, slovenský filmový režisér, scenárista a herec († 15. července 1995)
- 1930 – Blue Mitchell, americký jazzový trumpetista († 21. květen 1979)Mikaela Shiffrinová (* 1995)

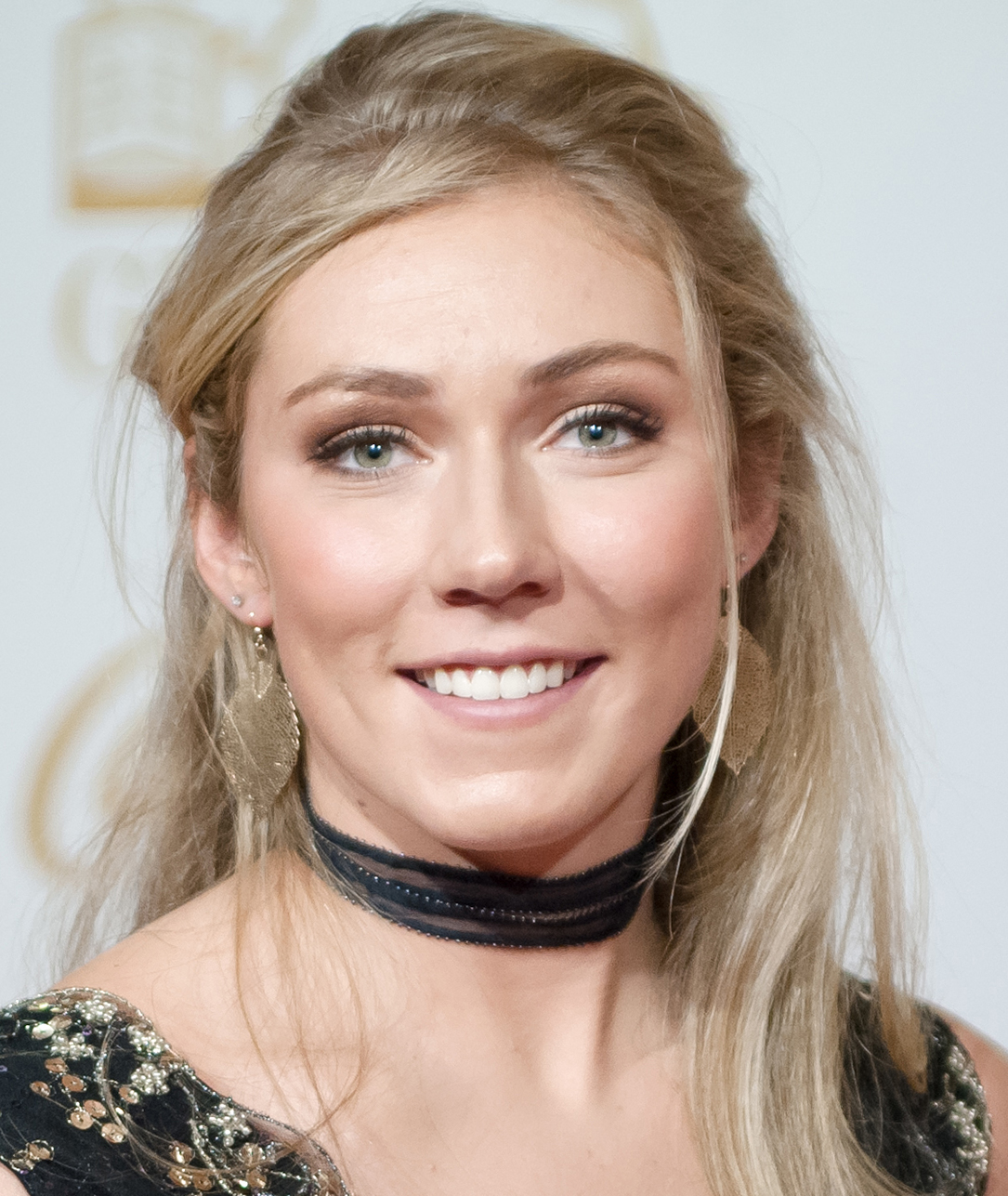
Mikaela Shiffrinová (* 1995)

- 1933 – Gero von Wilpert, německý spisovatel a literární teoretik († 24. prosince 2009)
- 1937 – Terry Cox, britský bubeník
- 1939 – Neil Sedaka, americký zpěvák
- 1940 – Candi Staton, americká soulová a gospelová zpěvačka
- 1941
  - Donella Meadowsová, americká ekoložka a spisovatelka († 20. února 2001)
  - Mahmúd Darwíš, palestinský básník († 9. srpna 2008)
- 1942
  - Scatman John, americký zpěvák († 3. prosince 1999)
  - Meic Stevens, velšský hudebník
- 1944 – Jozef Markuš, slovenský politik a předseda Matice slovenské († 3. března 2025)
- 1945 – Anatolij Fomenko, ruský matematik
- 1946 – Yann Arthus-Bertrand, francouzský fotograf
- 1947 – Ry Cooder, americký kytarista, zpěvák, hudební skladatel
- 1948 – Dave Mattacks, rockový a folkový bubeník
- 1949 – Philip J. Currie, kanadský paleontolog
- 1950 – William H. Macy, americký filmový herec a spisovatel
- 1953 – Isabelle Huppertová, francouzská divadelní a filmová herečka
- 1954 – Sergej Sidorski, premiér Běloruska
- 1955 – Bruno Conti, bývalý fotbalový reprezentant Itálie
- 1958 – Caryl Phillips, britský černošský spisovatel karibského původu
- 1960 – Adam Clayton, baskytarista irské rockové skupiny U2
- 1967
  - Billy Corgan, americký hudebník a textař
  - Andrés Escobar Saldarriaga, kolumbijský fotbalista († 2. července 1994)
- 1971 – Annabeth Gish, americká herečka
- 1972 – Common, americký rapper
- 1976
  - Christian Bindhammer, německý sportovní lezec
  - Danny Masterson, americký herec
- 1979 – Alexandr Pěšechonov, ruský sportovní lezec a trenér
- 1985 – Emile Hirsch, americký herec
- 1986 – Andreja Klepačová, slovinská tenistka
- 1989
  - Peaches Geldof, anglická televizní moderátorka, modelka a novinářka († 7. dubna 2014)
  - Holger Badstuber, německý fotbalista
  - Harry Melling, britský herec
- 1992 – Ozuna, portorický zpěvák
- 1993 – Simen Hegstad Krüger norský běžec na lyžích
- 1994 – Gerard Deulofeu, španělský fotbalista
- 1995 – Mikaela Shiffrinová, americká alpská lyžařka
- 2004 – Coco Gauffová, americká tenistka

## Úmrtí
Automatický abecedně řazený seznam viz Kategorie:Úmrtí 13. března

### Česko

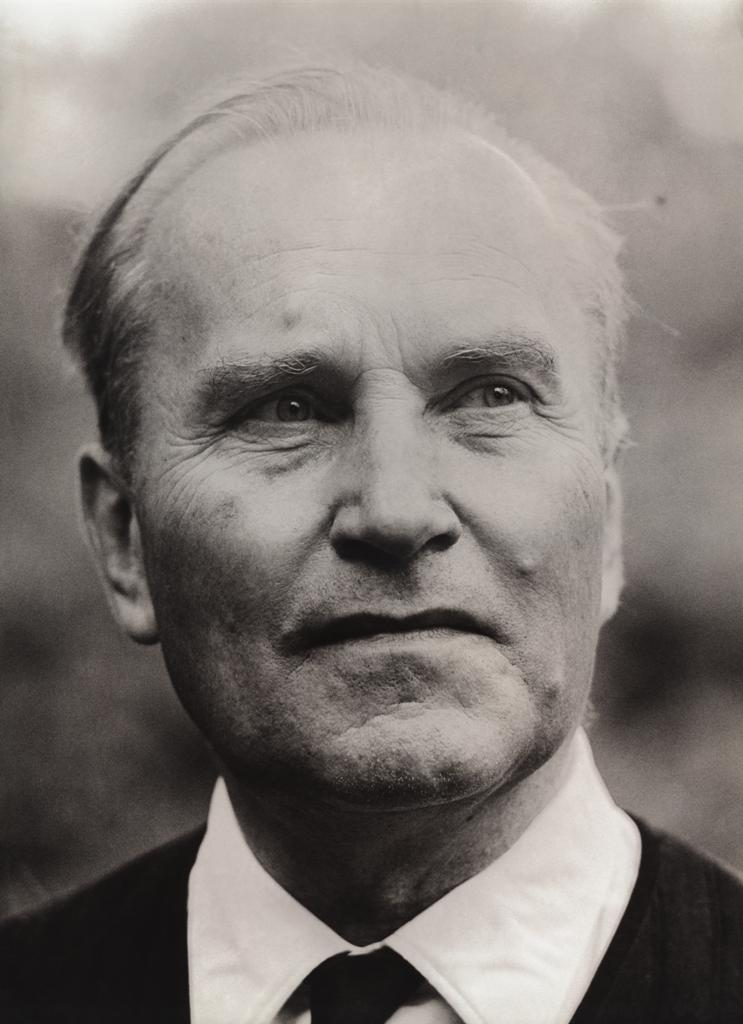
Jan Patočka († 1977)

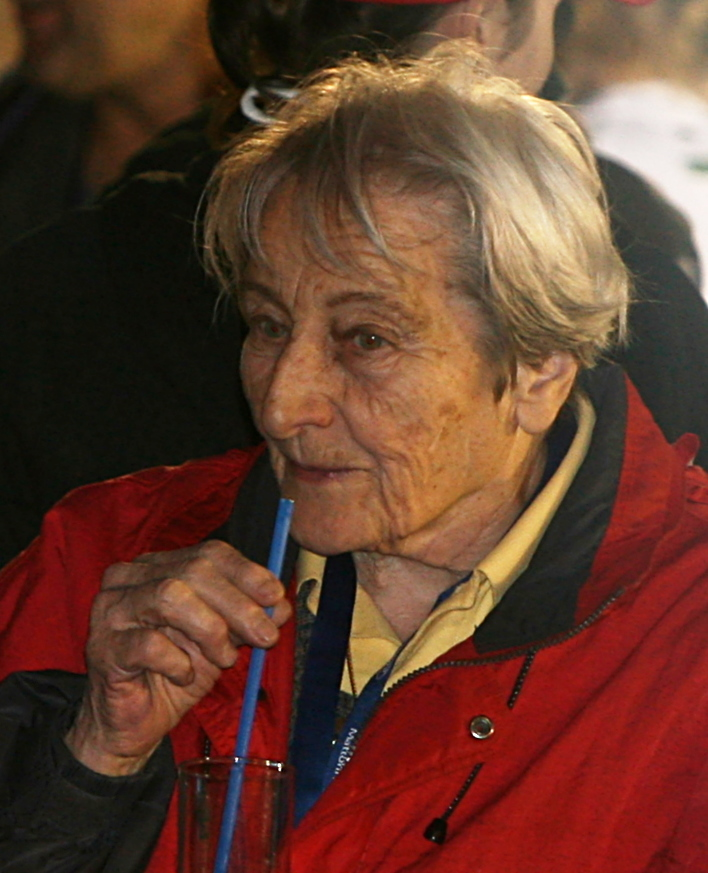
Dana Zátopková († 2020)

- 1601 – Mordechaj Maisel, primas Židovského města pražského (* 1528)
- 1686 – Kryštof Bernard Skrbenský z Hříště, slezský šlechtic (* 5. ledna 1615)
- 1720 – Giovanni Battista Alliprandi, architekt italského původu působící v Čechách (* cca 1665)
- 1762 – Johann Schmidl, jezuitský historik (* 22. prosince 1693)
- 1817 – Matěj Sojka, varhaník a hudební skladatel (* 12. února 1740)
- 1846 – František Hantschel, osmý arciděkan v Horní Polici (* 19. listopadu 1752)
- 1847 – Jakob Kolletschka, patolog a soudní lékař (* 4. července 1803)
- 1853 – Vincenc Eduard Milde, litoměřický biskup, vídeňský arcibiskup (* 11. května 1777)
- 1876 – Josef Führich, česko-rakouský malíř (* 9. února 1800)
- 1889 – Jaroslav Pospíšil, pražský nakladatel (* 13. září 1812)
- 1900 – Jan Ondříček, houslista, kapelník a pedagog (* 6. května 1832)
- 1912 – Ella Hruschka, rakouská učitelka, spisovatelka, novinářka a aktivistka za práva žen (* 7. května 1851)
- 1930 – Rudolf Ferdinand Kinský, šlechtic (* 2. prosince 1859)
- 1933 – Jaromír Pečírka, vojenský lékař (* 19. dubna 1864)
- 1945 – Alois Kříž, československý politik (* 13. března 1881)
- 1950 – Jan Konůpek, grafik a malíř (* 10. října 1883)
- 1951 – Eduard Schönbach-Nitsche, kanovník katedrální kapituly sv. Štěpána v Litoměřicích (* 28. ledna 1872)
- 1957 – František Lašek, herec (* 31. března 1883)
- 1963
  - Jan Bartejs, voják a velitel výsadku Potash (* 24. listopadu 1912)
  - Marie Desfours-Walderode, šlechtična, vojenská lékařka (* 18. července 1880)
- 1968 – Bohumír Pokorný, hudební skladatel (* 8. listopadu 1877)
- 1976 – Miloslav Valouch, fyzik a politik (* 4. srpna 1903)
- 1977
  - Josef Šebánek, filmový herec (* 22. července 1915)
  - Jan Patočka, filosof, komeniolog a fenomenolog (* 1. června 1907)
- 1997 – Karel Pecka, spisovatel, politický vězeň a disident (* 6. prosince 1928)
- 2007 – Jan Simota, sochař, medailér, pedagog (* 19. září 1920)
- 2020 – Dana Zátopková, atletka a olympijská vítězka v hodu oštěpem (* 19. září 1922)

### Svět

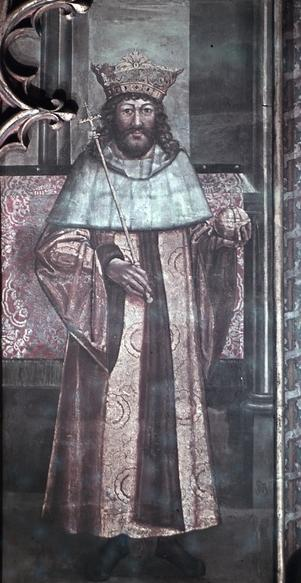
Vladislav Jagellonský († 1516)

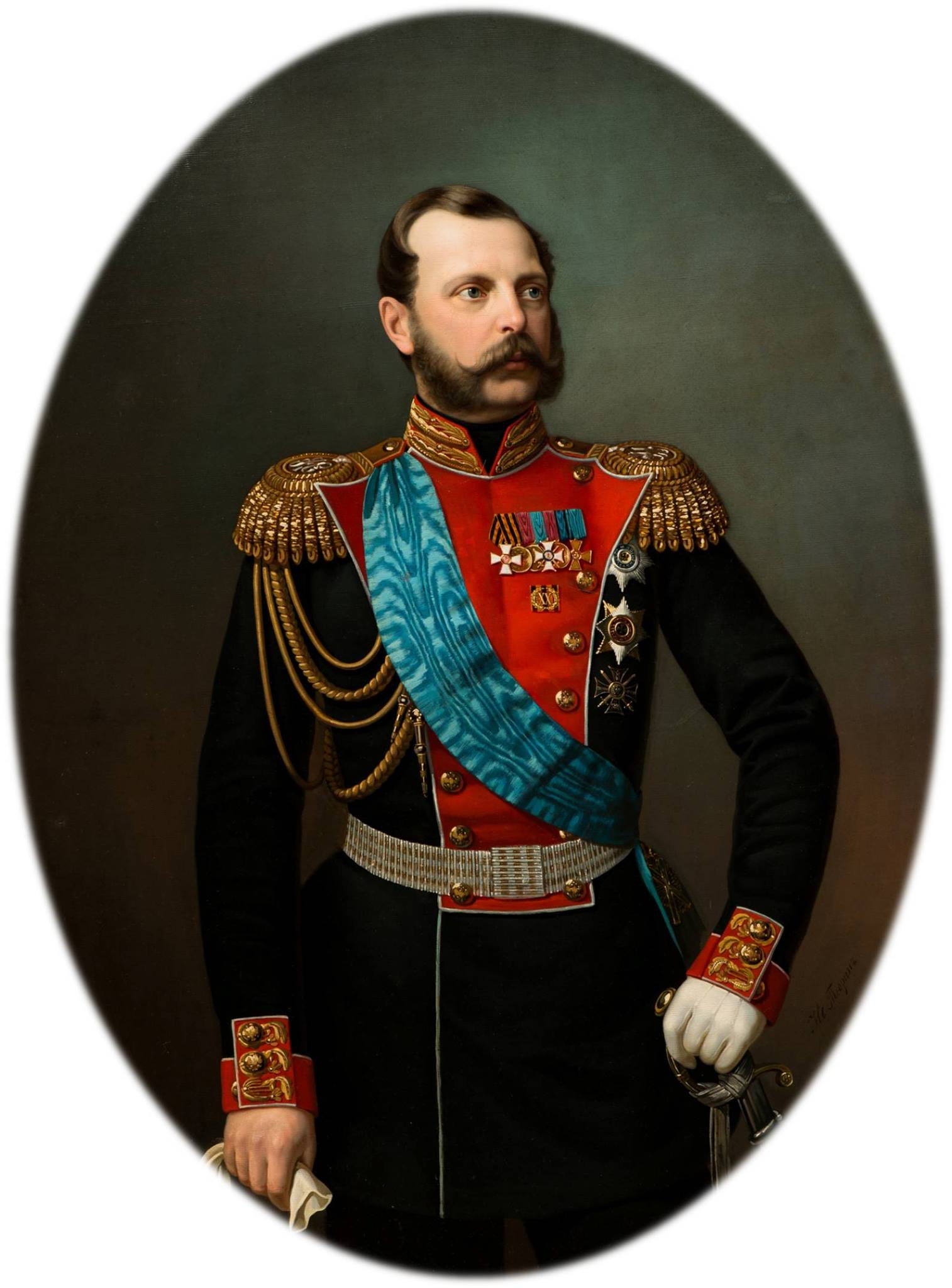
Alexandr II. († 1881)

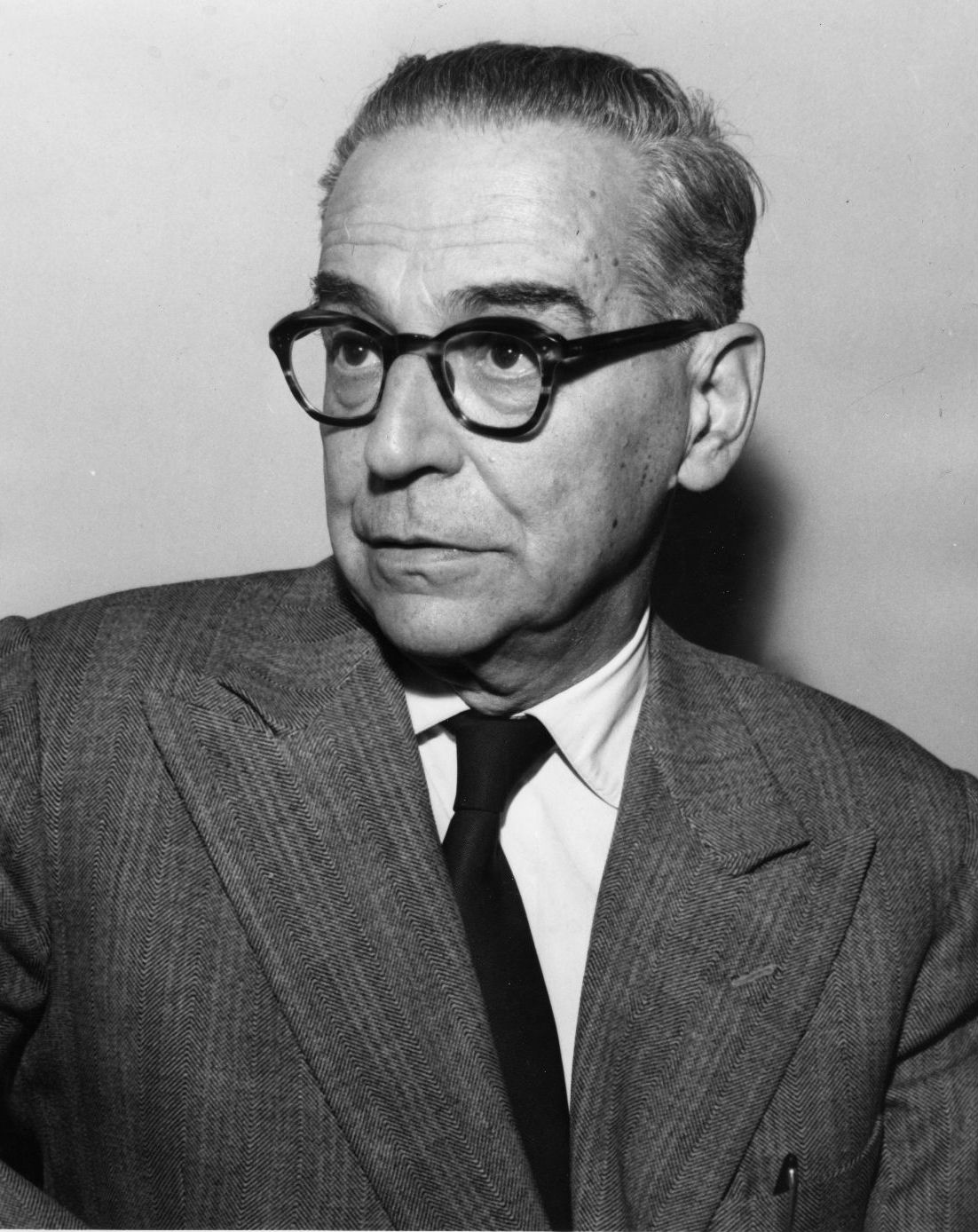
Ivo Andrić († 1975)

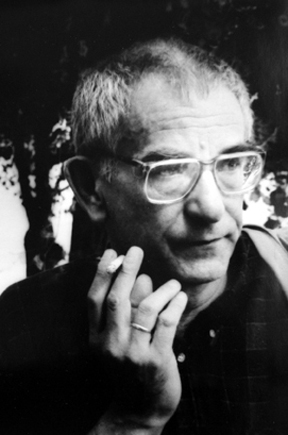
Krzysztof Kieślowski († 1996)

- 0565 – Belisar, byzantský vojevůdce za vlády císaře Justiniána
- 0993 – Hodo I. z Lužice, markrabě saské Východní marky (* cca 930)
- 1271 – Jindřich z Almainu, syn Richarda Cornwallského (* 1235)
- 1490 – Karel I. Savojský, savojský vévoda a král Kypru, Jeruzaléma a Arménie (* 28. března 1468)
- 1513 – Šehzade Korkut, syn osmanského sultána Bajezida II. (* 1467 nebo 1469)
- 1516 – Vladislav II. Jagellonský, král (* 1456)
- 1539 – Thomas Boleyn, anglický šlechtic a otec královny Anny Boleynové (* 1477)
- 1569 – Ludvík I. de Condé, princ z rodu Bourbonů, vůdce hugenotů (* 7. května 1530)
- 1572 – Petar Hektorović, chorvatský šlechtic, básník a překladatel (* ? 1487)
- 1619 – Richard Burbage, anglický herec (* 6. ledna 1568)
- 1663 – Eduard Falcký, falcký princ, syn Fridricha Falckého (* 5. října 1625)
- 1669 – Marie Iljinična Miloslavská, ruská carevna, manželka Alexeje I. Michajloviče (* ? 1625)
- 1711 – Nicolas Boileau, francouzský historik a literární teoretik (* 1. listopadu 1636)
- 1719 – Johann Friedrich Böttger, objevitel výroby porcelánu (* 4. února 1682)
- 1720 – Giovanni Battista Alliprandi, italský architekt působící v Čechách (* 1665)
- 1746 – Charles-Gaspard-Guillaume de Vintimille du Luc, arcibiskup pařížský (* 15. listopadu 1655)
- 1767 – Marie Josefa Saská, manželka francouzského následníka trůnu Ludvíka Ferdinanda (* 4. listopadu 1731)
- 1808 – Kristián VII., dánský král (* 1749)
- 1851 – Karl Lachmann, německý filolog (* 4. března 1793)
- 1877 – Cristóbal Oudrid, španělský klavírista, dirigent a skladatel (* 7. února 1825)
- 1879 – Adolf Anderssen, německý šachový mistr (* 6. července 1818)
- 1881
  - Alexandr II. Nikolajevič, ruský car (* 29. dubna 1818)
  - Ignacy Hryniewiecki, vrah cara Alexandra II. (* 1856)
- 1892 – Ludvík IV. Hesenský, hesenský velkovévoda (* 12. září 1837)
- 1901
  - Januárie Marie Brazilská, brazilská princezna a portugalská infantka (* 11. března 1822)
  - Benjamin Harrison, 23. prezident Spojených států (* 20. srpna 1833)
- 1906 – Susan B. Anthonyová, americká aktivistka hnutí za práva žen (* 15. února 1820)
- 1913 – Ernst Georg Ravenstein, britský geograf a kartograf (* 30. prosince 1834)
- 1915
  - Ján Bahýľ, slovenský konstruktér a vynálezce (* 25. května 1856)
  - Sergej Witte, premiér Ruska (* 29. června 1849)
- 1918 – César Antonovič Kjui, ruský skladatel (* 18. ledna 1835)
- 1919 – Ivan Bubnov, ruský konstruktér ponorek (* 18. ledna 1872)
- 1920 – Mary Devensová, americká fotografka (* 17. května 1857)
- 1921 – Dominik Skutecký, slovenský malíř (* 14. února 1849)
- 1929 – Henry Scott Tuke, britský malíř a fotograf (* 12. června 1858)
- 1933 – Robert Innes, jihoafrický astronom (* 10. listopadu 1861)
- 1934 – Victor Barrucand, francouzský novinář a spisovatel (* 7. října 1864)
- 1937 – Elihu Thomson, americký vynálezce (* 29. března 1853)
- 1938
  - Frederick George Jackson, britský polární průzkumník (* 6. března 1860)
  - Hatice Sultan, osmanská princezna a dcera sultána Murada V. (* 5. května 1870)
- 1939 – Lucien Lévy-Bruhl, francouzský filozof (* 10. dubna 1857)
- 1942 – Josef Tvrdý, český profesor filosofie a psychologie (* 4. května 1877)
- 1944 – Pavel Kohn-Kubín, československý vojenský pilot (* 10. června 1913)
- 1952 – Johan Nygaardsvold, premiér Norska (* 6. září 1879)
- 1953 – Johan Laidoner, estonský vojevůdce (* 1884)
- 1954 – Cesar Klein, německý expresionistický malíř (* 14. září 1876)
- 1955 – Tribhuvan, nepálský král (* 30. června 1906)
- 1960
  - Alžběta Amálie Habsbursko-Lotrinská, rakouská arcivévodkyně a lichtenštejnská princezna (* 7. července 1878)
  - Louis Wagner, francouzský automobilový závodník, průkopník automobilismu i letectví a fotbalista (* 5. února 1882)
- 1963 – Leon Berbecki, polský generál (* 25. července 1875)
- 1965 – Corrado Gini, italský sociolog a statistik (* 23. května 1884)
- 1966 – Max Clara, rakouský anatom (* 12. února 1899)
- 1970 – Emil Ruder, švýcarský typograf a grafický designér (* 20. března 1914)
- 1972 – Tony Ray-Jones, britský fotograf (* 7. června 1941)
- 1975 – Ivo Andrić, jugoslávský prozaik, básník, esejista a diplomat (* 9. října 1892)
- 1977 – František Krištof Veselý, slovenský herec, zpěvák a režisér (* 12. dubna 1903)
- 1987 – Helmut Folwart, německý kněz, filozof, pedagog (* 16. září 1902)
- 1990 – Bruno Bettelheim, americký psycholog (* 25. srpna 1903)
- 1996
  - Krzysztof Kieślowski, filmový režisér (* 1941)
  - Lucio Fulci, italský režisér, scenárista a herec (* 17. července 1927)
- 1998 – Judge Dread, anglický reggae a ska umělec (* 2. května 1945)
- 2002 – Hans-Georg Gadamer, německý filosof (* 11. února 1900)
- 2004 – Franz König, rakouský kardinál (* 3. srpna 1905)
- 2006 – Jimmy Johnstone, skotský fotbalista (* 30. září 1944)
- 2007 – Karol Spišák, slovenský herec a režisér (* 17. srpna 1941)
- 2008 – Martin Fierro, americký jazzový saxofonista, zpěvák, hudební skladatel (* 18. ledna 1942)
- 2010 – Jean Ferrat, francouzský zpěvák a básník (* 26. prosince 1930)
- 2012 – Michel Duchaussoy, francouzský divadelní a filmový herec (* 29. listopadu 1938)
- 2014 – Al Harewood, americký jazzový bubeník (* 3. června 1923)
- 2015
  - Daevid Allen, australský hudebník (* 13. ledna 1938)
  - Marat Nikolajevič Tiščenko, ruský letecký konstruktér (* 18. února 1931)
- 2022
  - Vic Elford, britský automobilový závodník (* 10. června 1935)
  - William Hurt, americký herec (* 10. března 1950)

## Svátky

### Česko
- Růžena, Rosa, Rozálie, Rozana, Rozina, Rozita
- Zachar, Zachariáš
- Arabela, Herberta, Herbert

### Svět
- Slovensko: Vlastimil
- Kuba: Útok na prezidentský palác
- Libye: Dekorativní den
- Japonsko: Kasuga Matsuri (Nara)
- Thajsko: Národní den slonů

### Liturgický kalendář
- Sv. Patricie (Vlasta)
- Eufrasie
- Výročí zvolení papeže Františka

| 13. březen v pražském KlementinuÚdaje jsou platné k 8. 7. 2025. | 13. březen v pražském KlementinuÚdaje jsou platné k 8. 7. 2025. | 13. březen v pražském KlementinuÚdaje jsou platné k 8. 7. 2025. |
| minimum                                                         | denní průměr                                                    | maximum                                                         |
| --------------------------------------------------------------- | --------------------------------------------------------------- | --------------------------------------------------------------- |
| −11,8 °C (1785)                                                 | 4,1 °C (od 1961)                                                | 18,7 °C (2002)                                                  |